# Nossa Senhora de Pellevoisin
Nossa Senhora de Pellevoisin é um título que recebe a Bem-Aventurada Virgem Maria após uma série de quinze aparições, presenciadas por Estelle Faguette entre 14 de fevereiro e 8 de dezembro de 1876, em Pellevoisin, na França. O local das aparições tornou-se destino de peregrinações após o Papa Leão XIII prometer no ano de 1892 indulgências aos que o visitam, aprovando também outras devoções relacionadas a estas aparições.
Em agosto de 2024, o Dicastério para a Doutrina da Fé publicou um documento que elogia e aprova as experiências espirituais geradas com as aparições de Pellevoisin, ressaltando o parecer positivo de muitos eclesiásticos a seu respeito.

## As aparições

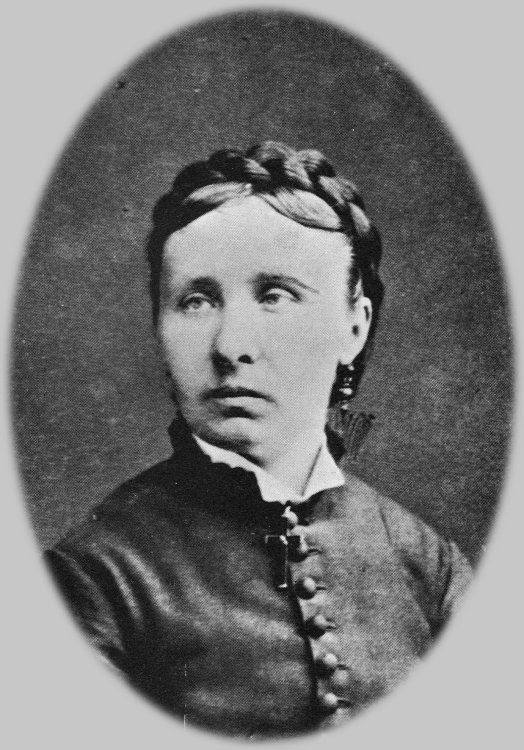
Estelle Faguette por volta de 1875

Estelle Faguette nasceu em Pellevoisin no dia 12 de setembro de 1843. Ela era uma empregada da família La Rochefoucauld-Montbel.
No início do ano de 1875, aos 32 anos, Estelle estava morrendo de tuberculose pulmonar, de peritonite aguda e de um tumor abdominal. No dia 10 de fevereiro de 1876, ela recebeu a notícia que teria apenas poucas horas de vida por parte do doutor Benardo de Buzancais, um dos médicos consultados. Entre os dias 14 e 15 de fevereiro, Estelle teria recebido a primeira aparição da Virgem Maria.
Segundo ela relatou, durante a quinta aparição, em 19 de fevereiro de 1876, ela se recuperou repentina e completamente, como Nossa Senhora lhe havia anunciado. A convite do pároco de Pellevoisin, Don Artemio Salmon, descreveu a sua experiência no Conto das Aparições. Em 1901, a convite do bispo de Orleães, M. Touchet, escreve a sua autobiografia, relativa ao período 1843-1876.
Nas mensagens relatadas por Estelle, a Virgem, além de recomendar a bondade, a simplicidade, a paciência, a confiança e a coragem, lembra-lhe a sua mediação misericordiosa com seu filho Jesus, acrescentando que veio para a conversão dos pecadores, e recomendando a oração e a difusão de Escapulário do Sagrado Coração.
Estelle foi recebida em audiência pelo Papa Leão XIII, em 30 de janeiro de 1900. O pontífice aproveitou a oportunidade para pedir detalhes sobre as alusões de Maria a respeito da Igreja e da França.
Estelle morreu em Pellevoisin em 23 de agosto de 1929, aos 86 anos. Em 1983, Monsenhor Vignacour, na época arcebispo de Burges, reconheceu oficialmente a sua recuperação como milagrosa.

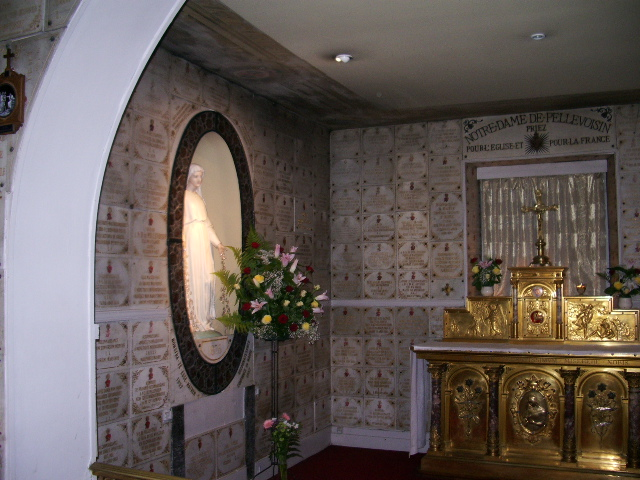
Quarto em que Estelle Faguette recebia as aparições, hoje transformado em capela

No dia 9 de junho de 2020, os membros da Conferência dos Bispos de França foram favoráveis para a abertura do processo de beatificação de Estelle Faguette, por mostrar-se uma "humilde cristã transformada pelo encontro com a Virgem Maria". A causa foi peticionada pelo arcebispo de Burges, Dom Jérôme Beau.
A estátua de Nossa Senhora de Pellevoisin, presente no santuário diocesano de Pellevoisin, foi canonicamente coroada pelo arcebispo Jérôme Beau em 13 de setembro de 2020, por ocasião da peregrinação francesa conhecida como "M de Marie". Este evento nunca antes foi visto na aldeia de Pellevoisin, que aos poucos passou a ser considerada "cidade mariana" pelos católicos.

## Devoções associadas

### Escapulário do Sagrado Coração

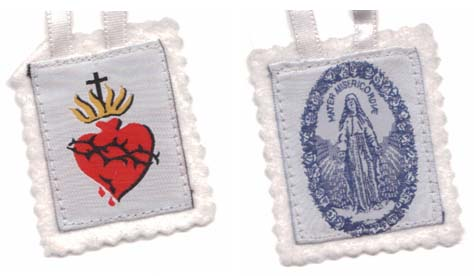
O Escapulário do Sagrado Coração, utilizado por Nossa Senhora em Pellevoisin

Segundo o Cardeal Fernández, "o grande pedido que a Virgem dirige a Estela é que espalhe o escapulário com a imagem do Sagrado Coração de Jesus", e o convite de Maria deixado em Pellevoisin é "dirigir-se a esse amoroso Coração do Senhor".
O primeiro reconhecimento deste escapulário veio do arcebispo de Bourges, Monsenhor de la Tour d'Auvergne, que o aprovou em 12 de dezembro de 1876. Em 4 de abril de 1900, três meses após a audiência de Estelle Faguette, a Congregação dos Ritos, a pedido do Papa, autorizou oficialmente para toda a Igreja o escapulário do Sagrado Coração, como a Virgem Maria o usou em Pellevoisin; O Papa Bento XV posteriormente acrescentou: "Acredito que as origens são boas e podemos dizer que Pellevoisin é um lugar especialmente escolhido pela Santíssima Virgem para difundir as suas graças".

### Arquiconfraria de Pellevoisin
Uma confraria intitulada "Mãe Misericordiosa" foi erigida em 28 de julho de 1877. Seus estatutos foram aprovados em 27 de agosto. Em 8 de maio de 1894, ele elevou a confraria ao status de "Arquiconfraria honorária" e, em 12 de maio de 1896, a "Arquiconfraria efetiva".

### Santuário de Pellevoisin

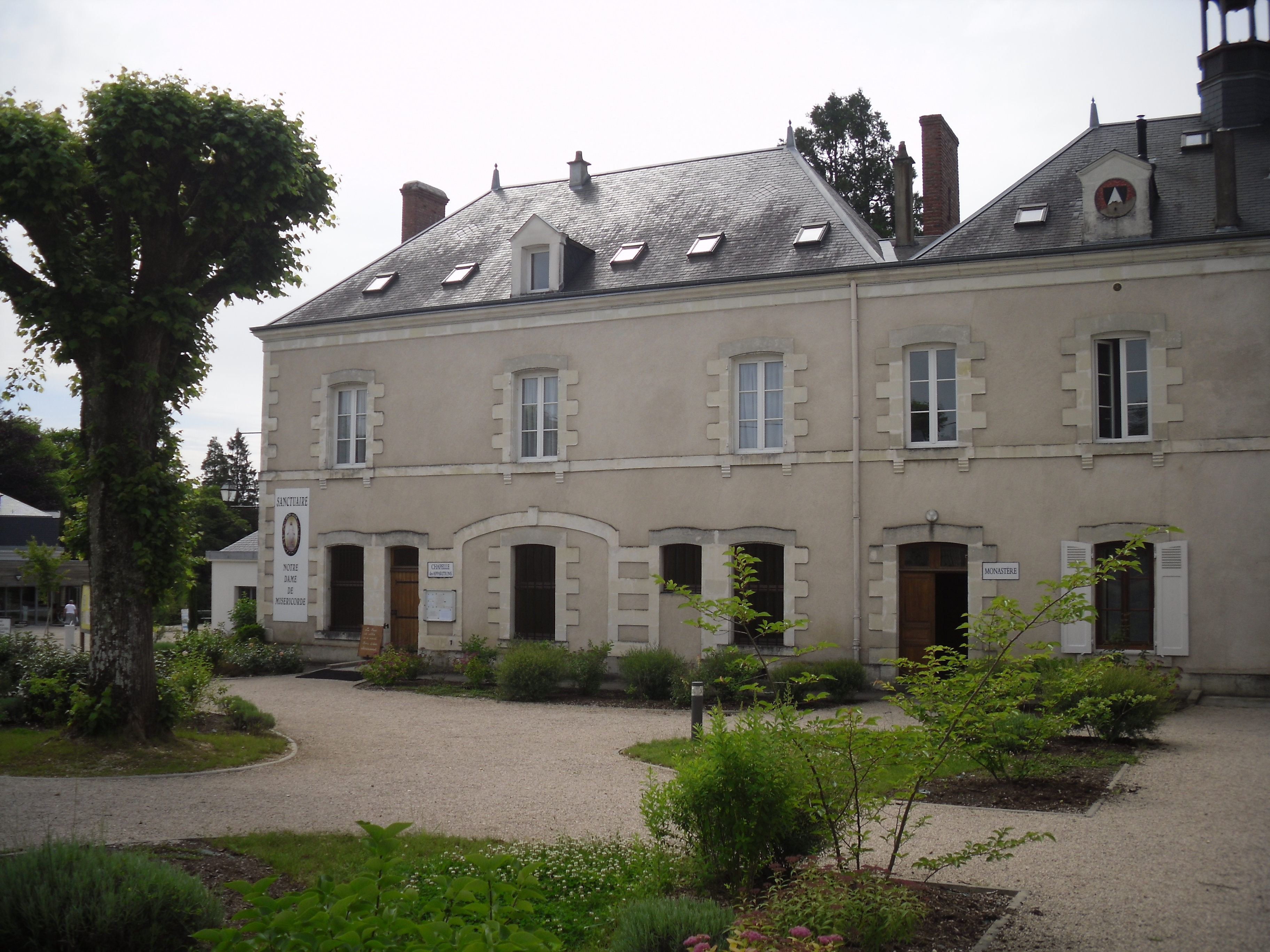
A casa em Pellevoisin onde Estelle Faguette alegou receber visões da Virgem Maria, posteriormente declarada santuário

Em 1876, Dom Monsenhor de La Tour d'Auvergne autorizou a transformação do quarto do vidente em capela privada. A condessa Marie-Luce de La Rochefoucauld-Montbel transformou então a sala num oratório privado, depois a casa que lhe pertencia num convento dominicano, para o qual ela muito contribuiu para a fundação.
De 1893 a 1897 , a condessa e os dominicanos construíram um convento contíguo à "casa das aparições" para animar o santuário. Em 1998, Dom Pierre Plateau confiou o santuário às irmãs contemplativas da Comunidade Saint-Jean.

## Ligação externas
- «Sanctuaire de Pellevoisin»
- «Nossa Senhora de Pellevoisin»